# Halyikwamai Indijanci
Halyikwamai (Kikima, Jallicumay, Jalliquamay, Quigyuma, Tlalliguamayas). – /Značenje riječi je nepoznato. Poznati su i kao Kikima. Nazivani su i Jallicumay, Quigyuma i Tlalliguamayas. / Pleme Indijanaca porodice Yuman otkriveno od Alarcóna 1540. na rijeci Colorado kod ušća Gile. Juan de Oñate ih 1604-5. nalazi u selima niže na Coloradu, nešto uzvodnije od Cocopa. Mooney je 1928. procjenio da ih je 1600. moglo biti oko 2.000.  

## Ime
Značenje riječi nije poznatom a tim imenom nazivali su ih Mohave Indijanci koji žive uzvodnije uz Colorado. Ostale nazive dali su im rani istraživači, to su Quicama ili Quicoma (Alarcón, 1540), Halliquamallas (Oñate, 1605), Quiquima i Jalliquamay (Garcés, 1776)

## Povijest
Halyikwamai će se u 18. stoljeće također nalaziti u području Colorada. Otac Garcés doći će s njima u kontakt 1771. i grupu njihovih sela prozvati Santa Rosa. Kasnije će ih opet posjetiti 1775. kada su se već nastanili u blizini Kohuana. Swantonu je kasnije njihova sudbina nepoznata i drži da su možda apsorbirani od Cocopa ili drugih Yuman plemena.
Početkom 19. stoljeća, odnosno do 1800. Kohuana i Halyikwamai počeli su se priključivati srodnim Halchidhomama i nastavljaju migrirati uz Gilu. Godine 1838./9. udružuju se s pimanskim plemenom Maricopa. Cijela ova grupa sredinom 19. stoljeća postat će poznata samo pod imenom Maricopa. Njihovi potomci danas žive na rezervatima Gila River i Salt River u Arizoni.  

## Sela
Swanton od njihovih sela spominje Presentación, na poluotoku California; San Casimiro, u sjeverozapadnoj Sonori; San Felix de Valois, na lijevoj obali Colorada blizu granice Sonore i Arizone; San Rudesindo, blizu ušča Colorada u sjeverozapadnoj Sonori; Santa Rosa, grupa sela s lijeve obale Colarada u Sonori

## Jezik
Halyikwamai jezik pripada porodici yuman i zasada je (kao i kohuana) priznat tek kao dijalekt jezika cocopa.